# Британская академия искусств в Риме
Британская академия искусств в Риме (англ. The British Academy of Arts in Rome) — организация и художественная школа, основанная группой британских художников в Риме в 1821 году. Официально утверждена в 1823 году. В 1936 году прекратила своё существование.

## История
Академия возникла из сообщества британских художников, работавших в Риме с конца XVIII века. Деятельность сообщества была прервана наполеоновскими войнами, поэтому Британская академия по примеру других национальных академий в Италии возникла только в 1821 году. В 1823 году, во многом благодаря усилиям молодого английского художника Джозефа Северна, приехавшего в Италию в 1820 году в компании своего друга, поэта Джона Китса, умиравшего от туберкулеза, Академия получила поддержку таких влиятельных фигур, как герцог Девонширский, Джон Флаксман и сэр Томас Лоуренс.
Северн приступил к сбору средств для нового учреждения от различных покровителей, в том числе от британского посла в Неаполе Уильяма Ричарда Гамильтона (1777—1859), который внёс свой вклад: 100 фунтов стерлингов и посоветовал открыть «Инвестиционный фонд Академии». Северн обратился за помощью к президенту Королевской академии художеств в Лондоне, сэру Томасу Лоуренсу. Хотя Лоуренс отклонил любые предложения о том, чтобы новая организация в Риме была официально создана под эгидой Королевской академии, он организовал для неё небольшую финансовую помощь, лично сделал пожертвования в её фонды и уговорил других покровителей. Он также заручился поддержкой короля Георга IV, который выделил 200 фунтов стерлингов и официально одобрил использование названия «Британская академия художеств в Риме».
Академией управлял комитет из семи художников. В первый год своего существования в состав комитета входили Чарльз Истлейк, Сеймур Киркап, Ричард Эванс, Джон Брайант Лейн и Ричард Уэстмакотт-младший, а также сам Северн. Для размещения Академии Северн арендовал помещение из шести комнат на улице Виа Сант-Исидоро, 18, которое одновременно служило его собственным домом и мастерской.
Члены Академии собирались по вечерам. Были организованы занятия по рисованию с натуры и изучению пластической анатомии. Среди художников, связанных с Академией в первые годы её существования, были Дж. М. У. Тёрнер и Джордж Ричмонд, который стал сотрудничать с ней в 1838 году.
Политическая борьба в Италии стала ограничивать число британских художников, заинтересованных в пребывании в Риме на какой-либо срок, а сам Северн отошёл от Академии, занявшись дипломатической деятельностью и в конечном итоге стал британским консулом в Риме.
Во второй половине XIX века Академия всё более погружалась в безвестность, пока в 1895 году не пережила своего рода возрождение, когда она переехала в помещение по адресу: Виа Маргута, 53B. По новым правилам британский посол стал председателем комитета Академии. Теперь к участию приглашались итальянские художники и были допущены женщины.
В 1911 году Академия отошла на второй план, когда была основана Британская школа в Риме, финансируемая устроителями Всемирной выставки 1851 года в Лондоне и развившаяся на базе Британской школы археологии в Риме, которая была создана десятью годами ранее.
За последние двадцать пять лет существования «Почётным директором» Академии с 1911 по 1936 год был мальтийский скульптор Антонио Шортино, который давал бесплатные уроки скульптуры. Среди его нововведений было привлечение студентов из других стран Британского Содружества.
В конечном итоге Академия была закрыта из-за роста политической напряжённости между Великобританией и Италией в связи с вторжением в Абиссинию. В январе 1936 года вся деятельность была «приостановлена на неопределенный срок» в результате фашистских притеснений и последующего сокращения числа студентов. Архивы Академии были переданы на хранение в британское консульство, но впоследствии их не удалось отследить.